# Сервечь (приток Вилии)
Се́рвечь (бел. Сэ́рвач) — река в Докшицком районе Витебской области, Мядельском и Вилейском районах Минской области Беларуси, правый приток Вилии.

## Гидрография
Начинается на территории Докшицкого района Витебской области. Вытекает из озера Сервечь с юго-западной стороны. Впадает в Вилейское водохранилище к юго-востоку от агрогородка Людвиново Вилейского района Минской области.
Длина русла составляет 85 км. Площадь водосбора — 1105 км². Среднегодовой расход воды в устье — 7,6 м³/с. Средний наклон водной поверхности — 0,2 ‰.
Долина в верхнем и частично в среднем течении невыраженная, на остальном протяжении трапециевидная. Ширина долины составляет 1,5—2,5 км, местами уменьшаясь до 0,6—1 км. Склоны главным образом пологие, высотой от 3 до 15 м, покрытые кустарником. Пойма двусторонняя, слабопересечённая, в верхнем течении заболоченная, торфянистая, на остальном протяжении сухая, песчаная. Русло весьма извилистое, в среднем течении на протяжении 1,8 км канализованное. Ширина русла в верхнем течении составляет 2—5 м, в среднем и нижнем — 15—25 м, местами 35—40 м. Берега высотой 0,5—1 м (в среднем и нижнем течении — местами до 5—8 м), крутые, песчаные и супесчаные, местами поросшие кустарником. Возле агрогородка Людвиново организован пруд площадью 0,1 км².
Основные притоки: Сервечь, Галядза, Зуйка (слева), Поточанка, Наква (справа). Густота речной сетки составляет 0,39 км/км². Озёрность водосбора — 1 %. Водосбор расположен в восточной части Нарочано-Вилейской низменности. 30 % его территории покрыто смешанным лесом.
Замерзает в середине декабря, вскрывается в конце марта. Ледоход длится около 5 суток. На период весеннего половодья приходится до 48 % годового стока. Уровень воды в это время повышается на 1,3—1,5 м по сравнению с меженью.
Верхнее течение сильно зарастает.

## Населённые пункты
На реке Сервечь расположены городской посёлок Кривичи, агрогородки Будслав и Людвиново, а также значительное количество небольших деревень.